# Eric Hesselgren

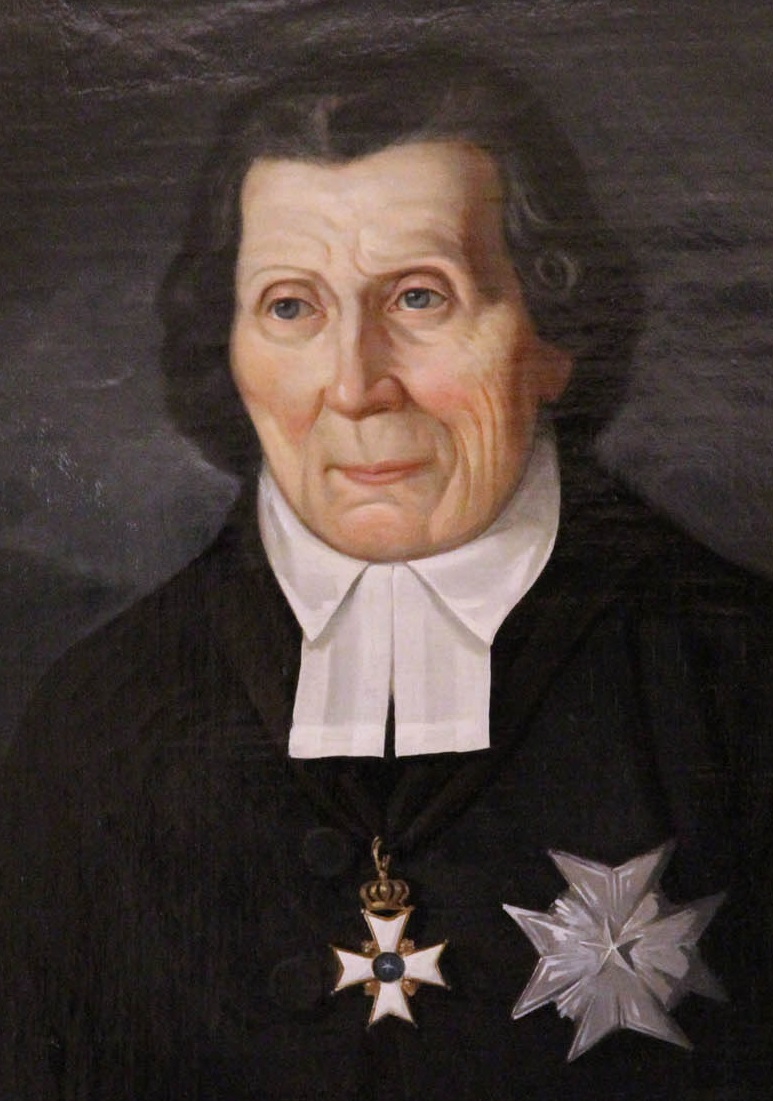
Eric Hesselgren, zeitgenössisches Porträt

Eric Hesselgren (* 12. März 1715 in Stockholm; † 31. Dezember 1803 in Säbrå, Gemeinde Härnösand) war ein schwedischer lutherischer Theologe und Geistlicher, zuletzt Bischof von Härnösand.

## Leben
Hesselgren, ein Sohn des Oberinspektors Brynolf Hesselgren und seiner Ehefrau Hedvig Kristina Micrander, studierte ab 1730 an der  Universität Uppsala und erwarb 1743 den Magistergrad. Im selben Jahr erhielt er eine Stelle als Amanuensis (Sekretär) an der Universitätsbibliothek und übernahm 1745 eine Dozentur an der Philosophischen Fakultät. 1746 trat er eine Auslandsreise an und besuchte die Universitäten Greifswald und Halle, wo er das Vertrauen von Siegmund Jakob Baumgarten gewann. Zeitweise diente er auch als Sekretär einer schwedischen Gesandtschaft in Berlin.
1752 nach Schweden zurückgekehrt, übernahm er zunächst eine Stelle als Gymnasiallehrer in Gävle. 1754 wurde er Adjunkt an der Theologischen Fakultät in Uppsala. Zugleich wurde er ordiniert und erhielt das Pfarramt in Börje als Präbende. Im Oktober 1760 wurde er zum ordentlichen Professor für Semitische Sprachen befördert. Neben dem Hebräischen und Aramäischen widmete er sich auch der altäthiopischen Sprache. Nachdem er 1768 den Grad des Dr. theol. in Lund erworben hatte, wechselte er 1771 auf eine Professur für Theologie. 1769 und 1776 amtierte er als Rektor der Universität.
Von 1779 bis zu seinem Tod wirkte Hesselgren als Bischof im Bistum Härnösand, das zu dieser Zeit noch die gesamte nördliche Hälfte des Landes umfasste. Er unternahm Visitationsreisen und rief die Pfarrer regelmäßig zu Pfarrkonferenzen zusammen. 1791 weihte er das neue Gebäude des Gymnasiums von Härnösand (heute Rathaus) ein.
1789 wurde Hesselgren zum Kommandeur des Nordstern-Ordens ernannt.
Hesselgren war ab 1757 mit Elisabeth Margareta Asp verheiratet. Die Töchter Hedvig Maria (* 1766) und Ulrika (* 1767) waren mit Theologen verheiratet, während die Söhne Matthias (* 1769) und Brynolf (* 1770) selbst Theologen wurden.